# Какуичи Мимура
Какуичи Мимура (јап. 三村 恪一; Токио, 16. август 1931 — 19. фебруар 2022) био је јапански фудбалер.

## Каријера
Током каријере је играо за Toho Titanium.

## Репрезентација
За репрезентацију Јапана дебитовао је 1955. године. Учествовао је и на олимпијским играма 1956. За тај тим је одиграо 4 утакмице.

## Статистика
| Јапан  | Јапан   | Јапан  |
| Година | Наступи | Голови |
| ------ | ------- | ------ |
| 1955.  | 4       | 0      |
| Укупно | 4       | 0      |